# Rzędzin
Rzędzin – część miasta Tarnowa i jednostka pomocnicza gminy Osiedle nr 5 „Rzędzin”, we wschodniej części miasta. Dawniej była to wieś; miejscowość Rzędzin włączono do Tarnowa w 1951 roku.

## Położenie
Rzędzin leży we wschodniej części miasta, graniczy z osiedlami Westerplatte, Zielone, Jasna, Grabówka i Gumniska od zachodu, z osiedlem Krzyż od północy i z wsią Wola Rzędzińska od południa i wschodu.

## Ludność
W latach 2007–2018 liczba mieszkańców Rzędzina wzrastała. Tendencja wzrostowa została zaburzona w latach 2019-2021. Od roku 2021 zauważalny jest ponowny wzrost.
W Rzędzinie urodził się Mieczysław Wałęga.

## Budynki i miejsca użyteczności publicznej
- Szpital Wojewódzki im. św. Łukasza SPZOZ
- Małopolski Ośrodek Ruchu Drogowego w Tarnowie
- Miejskie Przedsiębiorstwo Komunikacyjne Sp. z o.o.
- Centrum Diagnostyczno Kliniczne
- Szkoła Podstawowa nr 9 im. Orląt Lwowskich
- Przedszkole Publiczne Nr 8 "Pod Stokrotką"
- Ochotnicza Straż Pożarna w Tarnowie Rzędzinie
- Centrum handlowe "Victoria Park"
- Hotel "Pod Dębem"
- Bar szybkiej obsługi KFC
- Stacje benzynowe sieci: Orlen, Lotos, BP

## Komunikacja
W Rzędzinie znajduje się pętla autobusowa przy Szpitalu Wojewódzkim im. Świętego Łukasza w Tarnowie (autobusy linii 9, 31, 33 i 44), a ponadto osiedle obsługiwane jest przez autobusy linii 11, 31 i 210. Przez Rzędzin przebiega linia kolejowa: Lwów – Przemyśl – Rzeszów – Tarnów – Kraków – Katowice – Wrocław – Legnica (międzynarodowa magistrala kolejowa E 30).

## Siedziba Rady Osiedla
Szkoła Podstawowa nr 9
ul. M. Dąbrowskiej 6, 33-100 Tarnów